# Élections sénatoriales de 2020 dans la Haute-Vienne
Les élections sénatoriales de 2020 dans la Haute-Vienne ont lieu le 27 septembre 2020 afin de renouveler la moitié des membres de la chambre haute du Parlement français. Elles ont pour but d'élire les deux sénateurs représentant le département au Sénat pour un mandat de six années.

## Contexte départemental
Lors des élections sénatoriales de 2014 dans la Haute-Vienne, deux sénateurs ont été élus : Jean-Marc Gabouty et Marie-Françoise Pérol-Dumont.
Depuis, tous les effectifs du collège électoral des grands électeurs ont été renouvelés, avec les élections départementales de 2015, les élections régionales de 2015, les élections législatives de 2017 et les élections municipales de 2020.

## Sénateurs sortants
| Sénateur | Sénateur                     | Parti | Fonctions lors de l'élection en 2014 |
| -------- | ---------------------------- | ----- | ------------------------------------ |
|          | Marie-Françoise Pérol-Dumont | PS    | Présidente du conseil général        |
|          | Jean-Marc Gabouty            | MR    | Conseiller général, maire de Couzeix |

## Présentation des candidats et des suppléants
Les nouveaux représentants sont élus pour une législature de 6 ans au suffrage universel indirect par les 989 grands électeurs du département. Dans la Haute-Vienne, les sénateurs sont élus au scrutin majoritaire à deux tours. Leur nombre reste inchangé, deux sénateurs sont à élire. Il y aura plusieurs candidats dans le département, chacun avec un suppléant.
| N°   | Candidats | Candidats                 | Parti | Principales fonctions                                     |
| ---- | --------- | ------------------------- | ----- | --------------------------------------------------------- |
| T 1  |           | Sylvie Tuyeras            | PCF   | Conseillère départementale                                |
| s 1  |           | Thierry Muzette           | PCF   | Maire de Sainte-Anne-Saint-Priest                         |
|      |           |                           |       |                                                           |
| T 2  |           | Georges Dargentolle       | ADS   | Maire de Saint-Maurice-les-Brousses                       |
| s 2  |           | Jacqueline Lhomme-Léoment | ADS   | Conseillère départementale                                |
|      |           |                           |       |                                                           |
| T 3  |           | Delphine Rochet           | EÉLV  |                                                           |
| s 3  |           | Frank Makowski            | EÉLV  |                                                           |
|      |           |                           |       |                                                           |
| T 4  |           | Laurent Jarry             | EÉLV  |                                                           |
| s 4  |           | Valérie Sarrazin          | EÉLV  |                                                           |
|      |           |                           |       |                                                           |
| T 5  |           | Isabelle Briquet          | PS    |                                                           |
| s 5  |           | Jean-Claude Thomas        | PS    | Maire du Buis                                             |
|      |           |                           |       |                                                           |
| T 6  |           | Christian Redon-Sarrazy   | PS    | Maire de Meuzac                                           |
| s 6  |           | Julie Lenfant             | PS    | Maire de Chaptelat                                        |
|      |           |                           |       |                                                           |
| T 7  |           | Jean-Marc Gabouty         | MR    | Sénateur sortant, conseiller municipal de Couzeix         |
| s 7  |           | Catherine L'Official      | LREM  | Adjointe au maire de Saint-Yrieix-la-Perche               |
|      |           |                           |       |                                                           |
| T 8  |           | Émile Roger Lombertie     | LR    | Maire de Limoges                                          |
| s 8  |           | Marie-Claude Lainez       | UDI   | Conseillère régionale, adjointe au maire de Couzeix       |
|      |           |                           |       |                                                           |
| T 9  |           | Jean-Marie Bost           | LR    | Conseiller départemental, conseiller municipal de Limoges |
| s 9  |           | Vanessa Lannette          | LR    | Maire de Vayres                                           |
|      |           |                           |       |                                                           |
| T 10 |           | Albin Freychet            | RN    |                                                           |
| s 10 |           | Martine Bouchareyssas     | RN    |                                                           |
|      |           |                           |       |                                                           |

## Résultats
| Candidats                | Candidats                | Parti                    | Nuance                   | Premier tour | Premier tour | Second tour | Second tour |
| Candidats                | Candidats                | Parti                    | Nuance                   | Voix         | %            | Voix        | %           |
| ------------------------ | ------------------------ | ------------------------ | ------------------------ | ------------ | ------------ | ----------- | ----------- |
|                          | Isabelle Briquet         | PS                       | SOC                      | 360          | 36,54        | 479         | 50,69       |
|                          | Émile-Roger Lombertie    | LR                       | LR                       | 345          | 35,94        | 380         | 40,21       |
|                          | Christian Redon-Sarrazy  | PS                       | SOC                      | 317          | 33,02        | 408         | 43,17       |
|                          | Jean-Marc Gabouty        | MR                       | DVC                      | 232          | 24,17        | 232         | 24,55       |
|                          | Jean-Marie Bost          | LR                       | LR                       | 205          | 21,35        | Retrait     | Retrait     |
|                          | Georges Dargentolle      | ADS                      | COM                      | 109          | 11,35        | Retrait     | Retrait     |
|                          | Sylvie Tuyeras           | PCF                      | COM                      | 103          | 10,73        | Retrait     | Retrait     |
|                          | Laurent Jarry            | EÉLV                     | VEC                      | 62           | 6,46         | 50          | 5,29        |
|                          | Delphine Rochet          | EÉLV                     | VEC                      | 54           | 5,63         | 42          | 4,44        |
|                          | Albin Freychet           | RN                       | RN                       | 11           | 1,15         | 10          | 1,06        |
|                          |                          |                          |                          |              |              |             |             |
| Votes valides            | Votes valides            | Votes valides            | Votes valides            | 960          | 97,46        | 945         | 96,13       |
| Votes blancs             | Votes blancs             | Votes blancs             | Votes blancs             | 13           | 1,32         | 23          | 2,34        |
| Votes nuls               | Votes nuls               | Votes nuls               | Votes nuls               | 12           | 1,22         | 15          | 1,53        |
| Total                    | Total                    | Total                    | Total                    | 985          | 100          | 983         | 100         |
| Abstentions              | Abstentions              | Abstentions              | Abstentions              | 8            | 0,81         | 10          | 1,01        |
| Inscrits / participation | Inscrits / participation | Inscrits / participation | Inscrits / participation | 993          | 99,19        | 993         | 98,99       |